# Aprifrontalia afflata
Aprifrontalia afflata är en spindelart som beskrevs av Ma och Zhu 1991. Aprifrontalia afflata ingår i släktet Aprifrontalia och familjen täckvävarspindlar. Inga underarter finns listade i Catalogue of Life.